# Zwerfsteen von Rottum
Der Zwerfsteen von Rottum (niederländisch De Zwerfsteen oder Balstien – dt. der Findling) ist ein 2009 gefundener Findling in Rottum, bei Heerenveen, in der niederländischen Provinz Friesland.
Es gibt mehrere Balsien oder Zwerfsteen genannte Findlinge in den Niederlanden (z. B. Amersfoorste Kei, Beetsterzwaag, Eext, Emmerschans, Grolloo, Kei van Hilversum, Lonneker und Schokland und „De Gesloten Steen“ in Utrecht).
Der Zwerfsteen von Rottum ist der größte Findling der Niederlande. Es ist etwa 4,7 m lang, 3,1 m breit und 2,0 m hoch und wiegt 44 Tonnen. Der Granitstein stammt aus der Nähe der Stadt Uppsala in der schwedischen Provinz Uppland.
Es wird behauptet, dass der Stein früher viermal größer war, aber im 19. Jahrhundert mit Dynamit auf die heutige Größe reduziert wurde.